# Chortiatis
Il Chortiatis o Hortiatis (greco: Χορτιάτης), anticamente noto come monte Kissos o Cissus, è una montagna alta 1201 m s.l.m.. della Macedonia Centrale nel nord-est della Grecia. È la montagna più alta della Prefettura di Salonicco.
Geograficamente il Chortiatis costituisce un punto di demarcazione fra la Macedonia centrale e la penisola Calcidica. Si trova a sud-est di Salonicco da cui la punta più alta dista circa 15 km in linea d'aria (25 km su strada). La montagna si sviluppa per circa 50 km in direzione nord-ovest - sud-est e separa la valle di Lagadas a nord-est, dalla valle dell'Anthemountas a sud-ovest. Nella parte meridionale della montagna, presso il comune di Anthemounta si trova la cima secondaria detta Profítis Ilías (946 m s.l.m.). Le sue pendici sono fittamente ricoperte da boschi di querce e castagni. Sulla cima del monte si trova una stazione radar con diverse antenne per le trasmissioni telefoniche e radiotelevisive.
Alle pendici del monte si trovano diversi paesi:
- Chortiatis, sul versante nord verso il lago Koroneia;
- Ardameri, sul versante est;
- Peristera, sul versante sud-est;
- Galatista, sul versante sud-ovest;

Il monte Chortiatis ha giocato in epoche passate un ruolo molto importante nell'approvvigionamento idrico di Salonicco. Verso la fine del periodo bizantino, sulle pendici settentrionali del monte si trovava un monastero che forniva acqua a Salonicco ed all'area a est della città. I resti di un acquedotto con mulini a vento e tubi in argilla sono ancora ben conservati ai piedi della zona collinare verso Salonicco. L'acqua una volta giunta a Salonicco veniva raccolta in tre grandi cisterne poste nel cortile del monastero di Vlatadon, nella parte alta della città, e da qui distribuita.